# Cosmos 394
Cosmos 394 (en cirílico, Космос 394) fue un satélite artificial militar soviético perteneciente a la clase de satélites DS (el primero del tipo DS-P1-M) y lanzado el 9 de febrero de 1971 mediante un cohete Kosmos-3 desde el cosmódromo de Plesetsk.

## Objetivos
Cosmos 394 fue parte de un sistema de satélites utilizados como objetivos de prueba para el programa de armas antisatélite IS y para misiles antibalísticos. No se limitaban a ser satélites pasivos, sino que tenían sensores para registrar la dirección e intensidad del impacto entre otros parámetros. El sistema estuvo en funcionamiento hasta 1983, año en que la Unión Soviética abandonó el programa de armas antisatélite. El propósito declarado por la Unión Soviética ante la Organización de las Naciones Unidas en el momento del lanzamiento era realizar "investigaciones de la atmósfera superior y el espacio exterior".

## Características
El satélite tenía una masa de 750 kg (aunque otras fuentes apuntan a 650 kg) y forma de poliedro hexagonal. El satélite fue inyectado inicialmente en una órbita con un perigeo de 574 km y un apogeo de 619 km, con una inclinación orbital de 65,9° y un periodo de 95,4 min.
El 25 de febrero de 1971 el Cosmos 397, un arma antisatélite del programa IS, fue lanzado y se acercó a Cosmos 394 para detonar mientras estaba dentro del radio de acción de efectividad de la explosión.

## Resultados
La órbita seguida por Cosmos 394 fue analizada para refinar y mejorar los modelos de predicción orbitales.